# 사카노정
사카노정(坂野町)은 도쿠시마현 나카군에 있던 정이다. 현재의 고마쓰시마시에 해당한다.

## 역사
- 1889년 4월 1일 - 정촌제 시행에 의해 나카군 사카노촌이 성립하였다.
- 1940년 4월 1일 - 정으로 승격해 사카노정이 되었다.
- 1956년 9월 30일 - 고마쓰시마시에 편입해 폐지되었다.

## 참고문헌
- 『角川日本地名大辞典』36 徳島県、1986年。ISBN 4040013603。
- 小松島市史編纂委員会 編『小松島市史』 中巻、徳島県小松島市役所、1981年3月31日。NDLJP:9574772。
- 小松島市史編纂委員会 編『小松島市史』 下巻、徳島県小松島市役所、1988年2月11日。NDLJP:9576439。